# Fiľakovo
Fiľakovo (maďarsky Fülek, německy Fileck) je město na jižním Slovensku, v Banskobystrickém kraji. Žije zde přibližně 9 900 obyvatel převážně maďarské národnosti. Nad městem je zřícenina středověkého hradu. Byly zde také objeveny kostry mamutů.

## Poloha
Město se nachází v Cerové vrchovině, cca 15 km jihovýchodně od Lučence a cca 20 km severně od maďarského města Salgótarján.

## Historie
První písemná zmínka o Fiľakově a hradu je z roku 1242. V roce 1423 získalo městská práva. V roce 1554 hrad dobyli Osmané a bylo sídlem sandžaku do roku 1593, kdy bylo znovu dobyto císařskou armádou. V roce 1682 bylo město i hrad vypáleny, zůstala po něm zřícenina hradu. Po Trianonské smlouvě, v roce 1920, bylo město přičleněno k Československu, avšak po První vídeňské arbitráži patřilo v letech 1938–1945 k Maďarskému království.

## Památky
- Fiľakovský hrad (národní kulturní památka)[4]
- Kostel Nanebevzetí Panny Marie s františkánským klášterem  (národní kulturní památka)[4]
- Kaštel Berchtoldovců[5]
- Kaštel Cebriánovců[5]
- Koháryho kúria[5]
- Budova Městského úřadu[5]
- Budova Vigadó s eklektickou fasádou (v budově je knihovna a městské muzeum)[5]
- Městský park (7 ha) s naučnou stezkou[5][6][7][8]

## Obyvatelstvo

### Národnostní složení
Národnostní složení podle sčítání v roce 2001:
- Maďaři 64,4%
- Slováci 30,2%
- Romové 4%
- Češi 0,4%

## Osobnosti
- Vica Kerekes (* 1981), herečka
- Ján Mlynárik (1933 - 2012), historik

## Sport
- FTC Fiľakovo – fotbalový klub[10]

## Družební města
- Szécsény, Maďarsko
- Salgótarján, Maďarsko
- Bátonyterenye, Maďarsko
- Szigethalom, Maďarsko
- Ustrzyki Dolne, Polsko

## Galerie

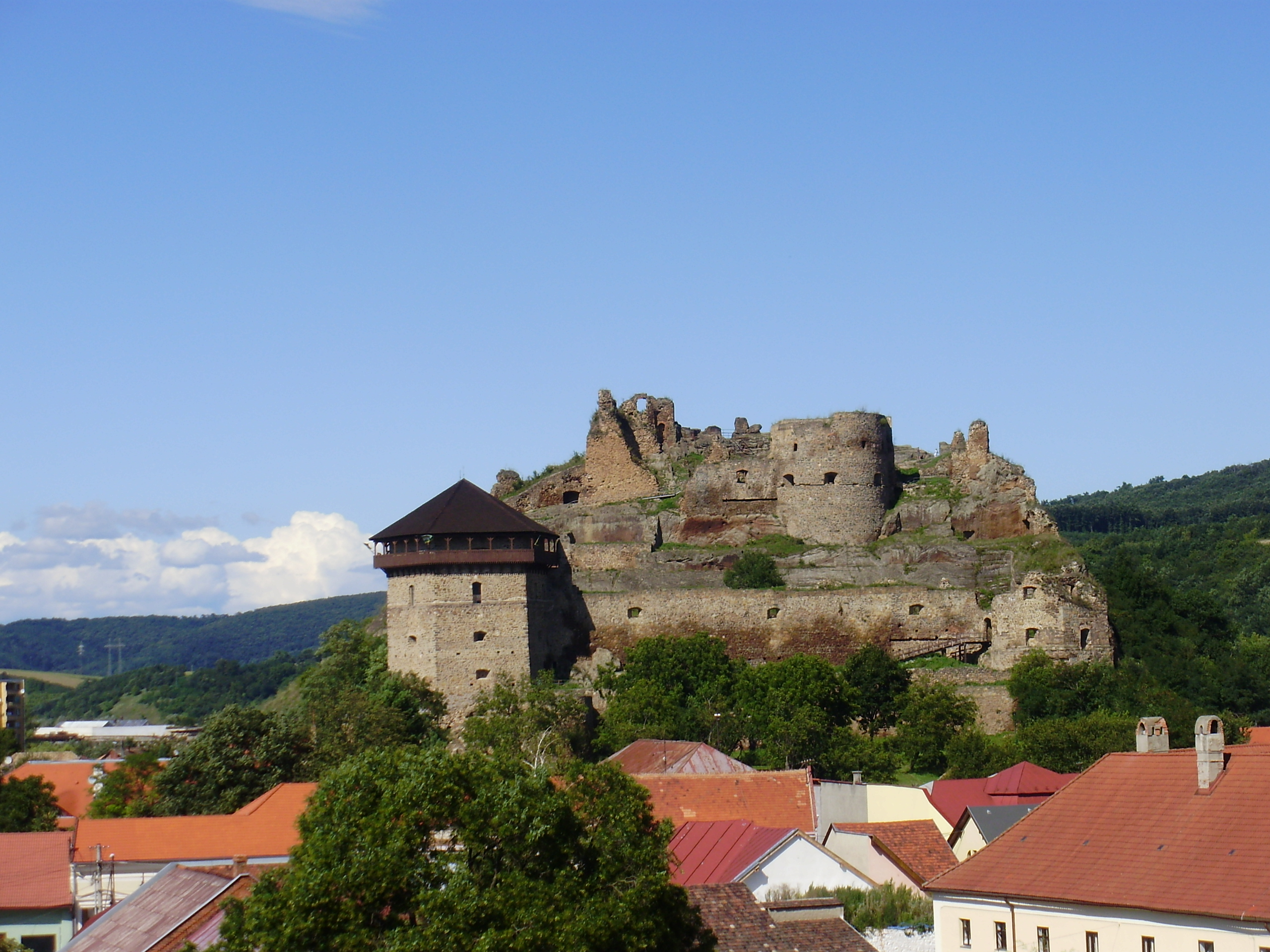
Fiľakovský hrad
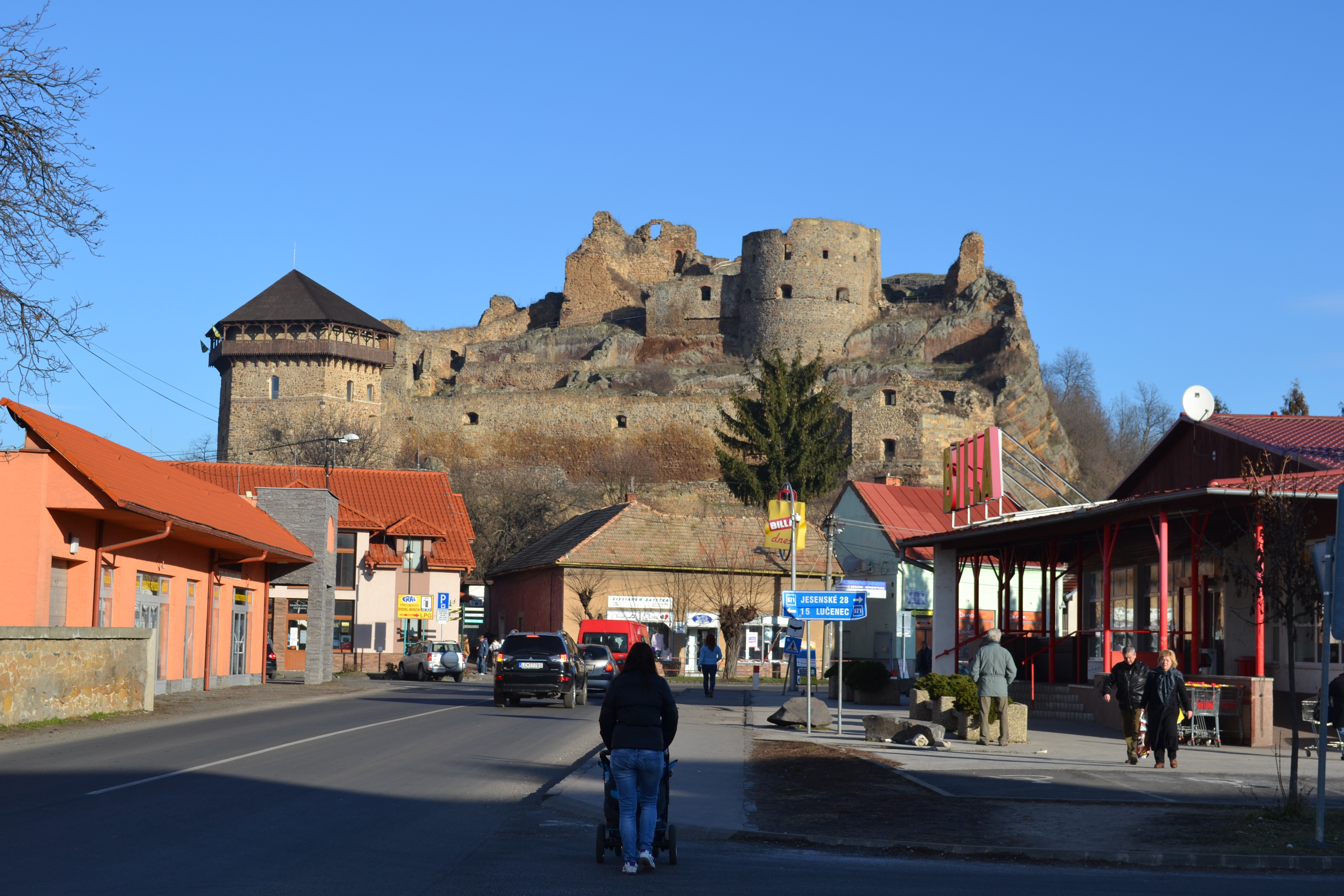
Biskupická cesta
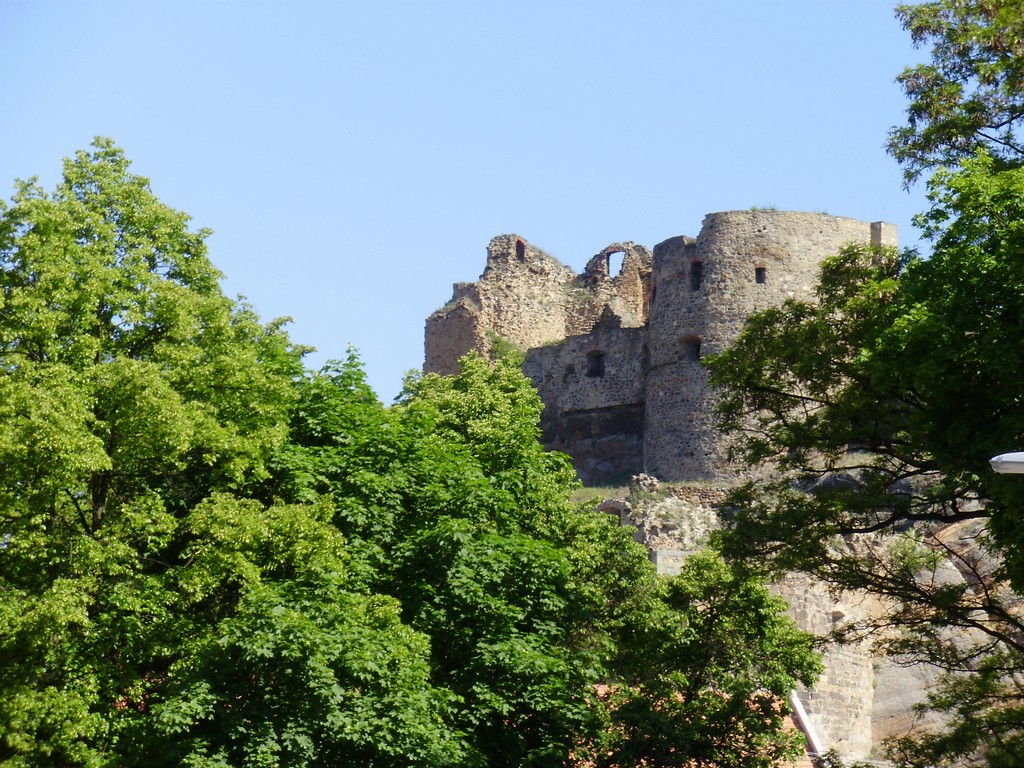
Hradní bašta
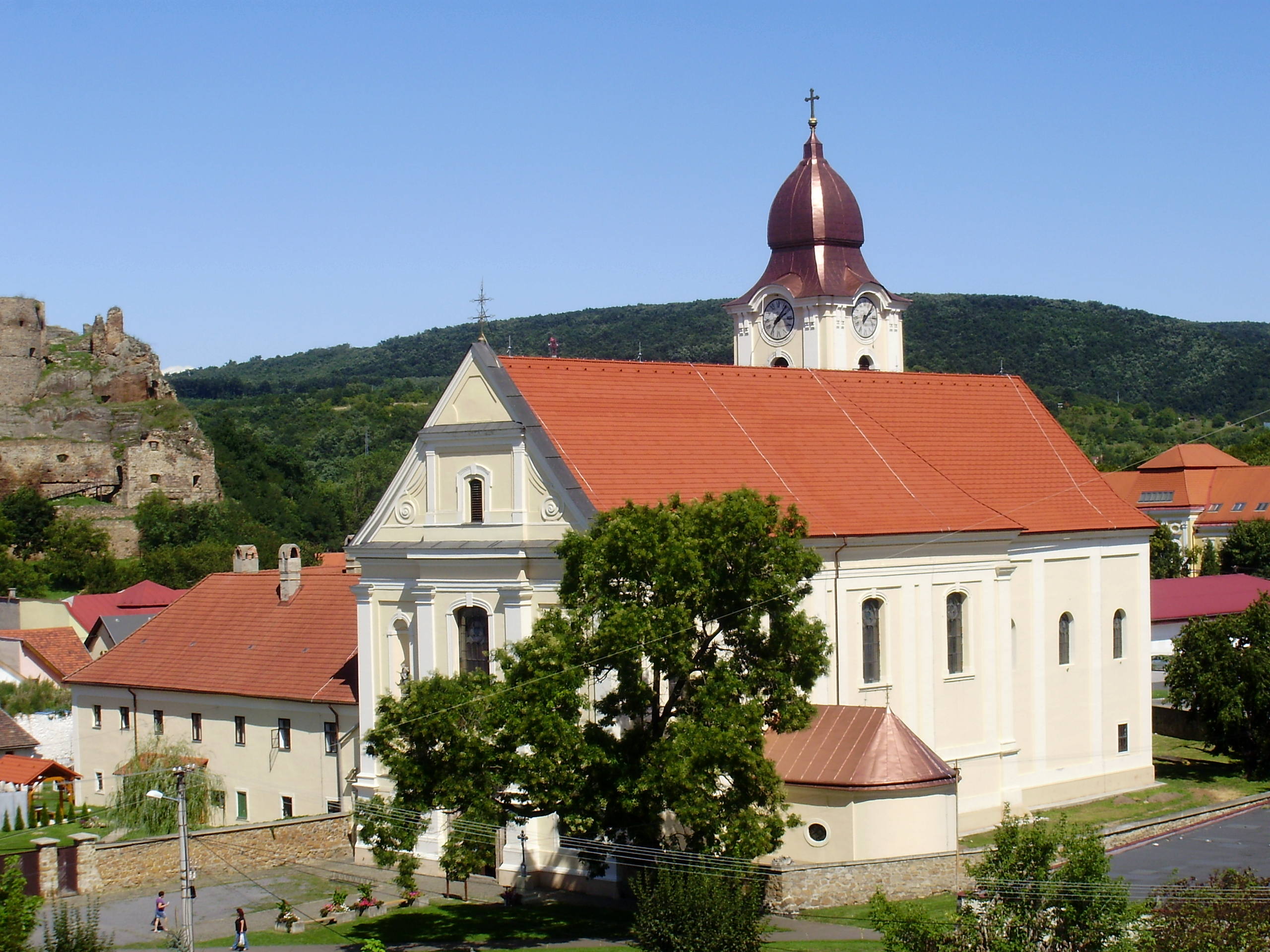
Římskokatolický kostel s klášterem
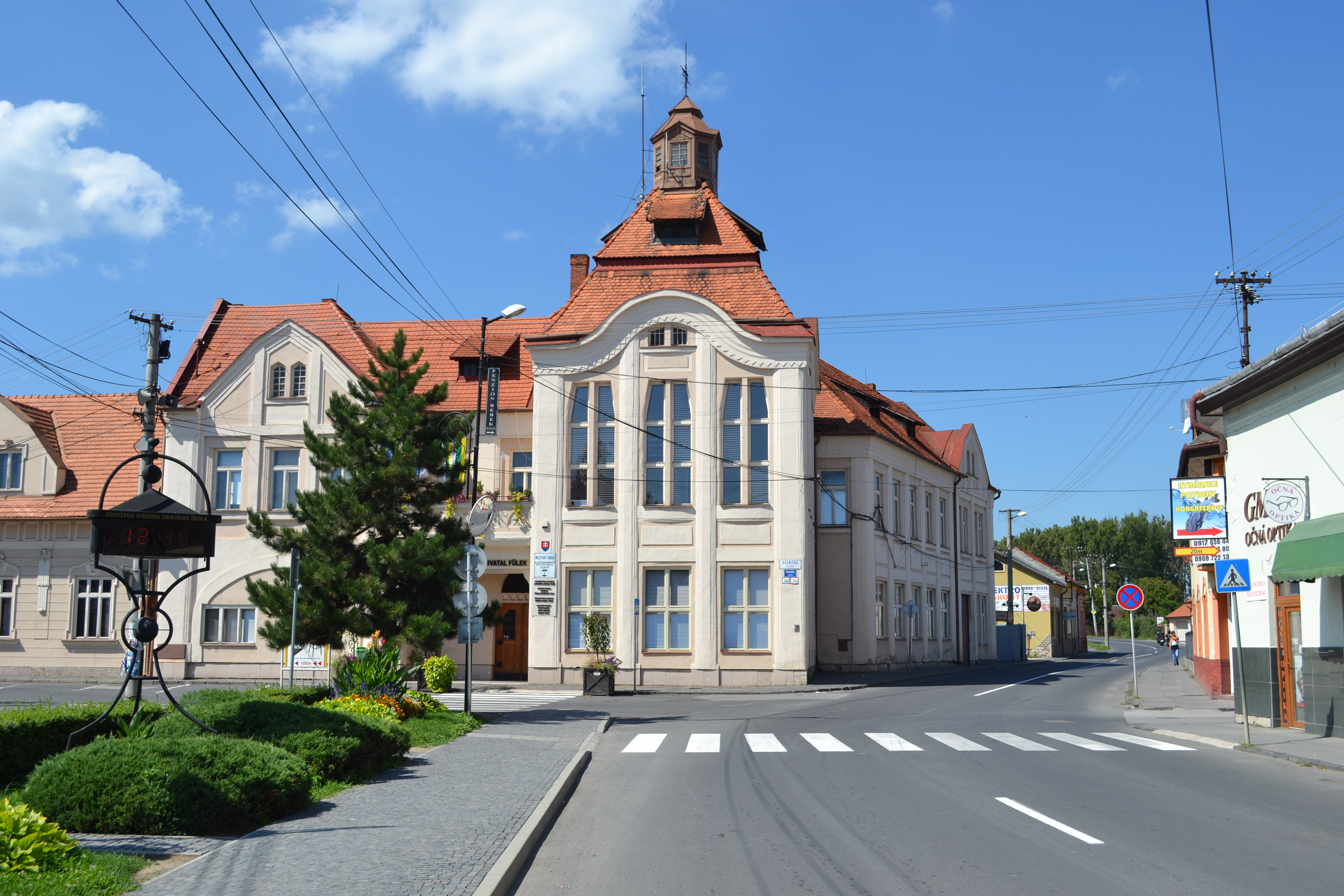
Městský úřad a budova městské policie
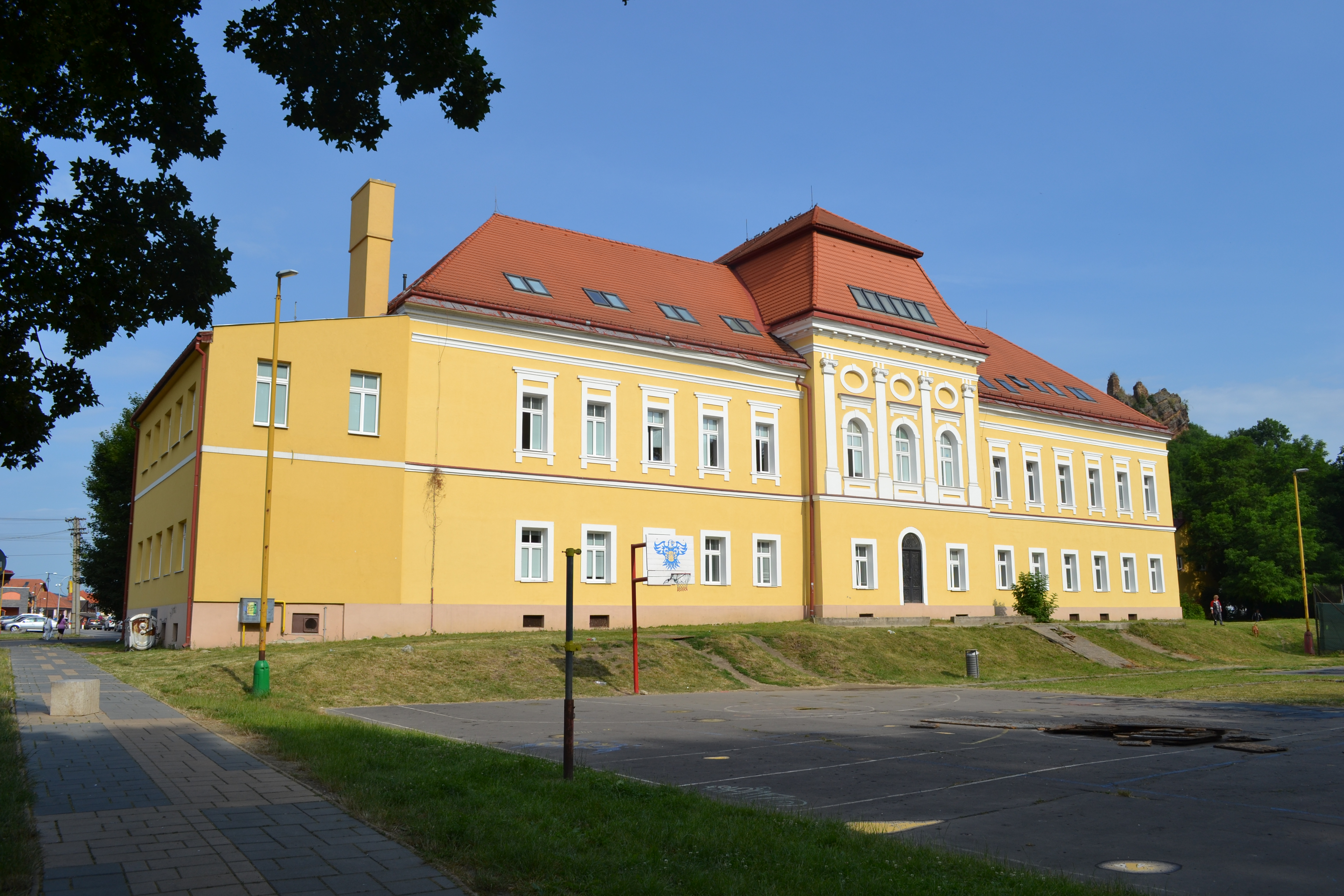
Budova gymnázia
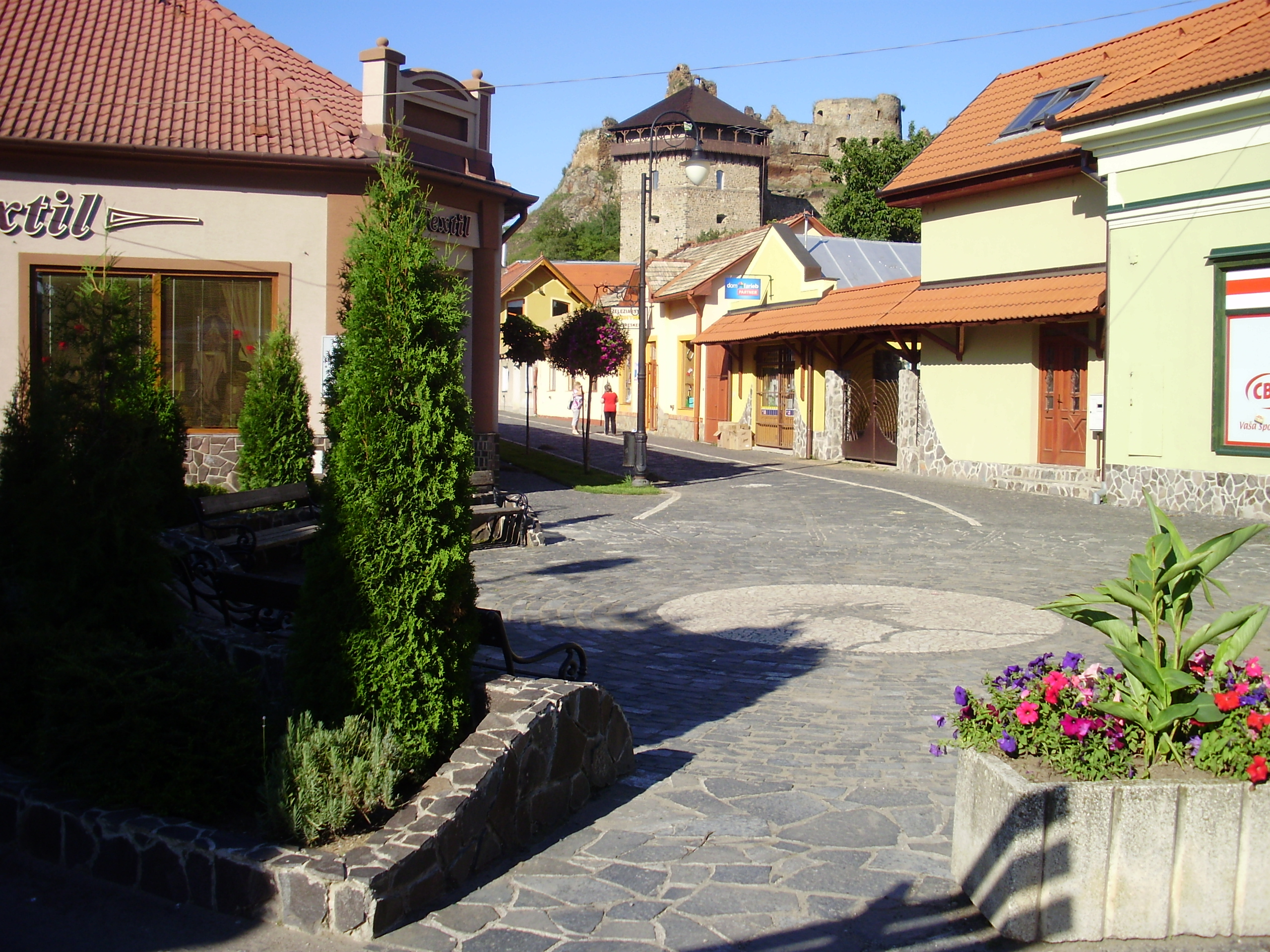
Podhradská ulice
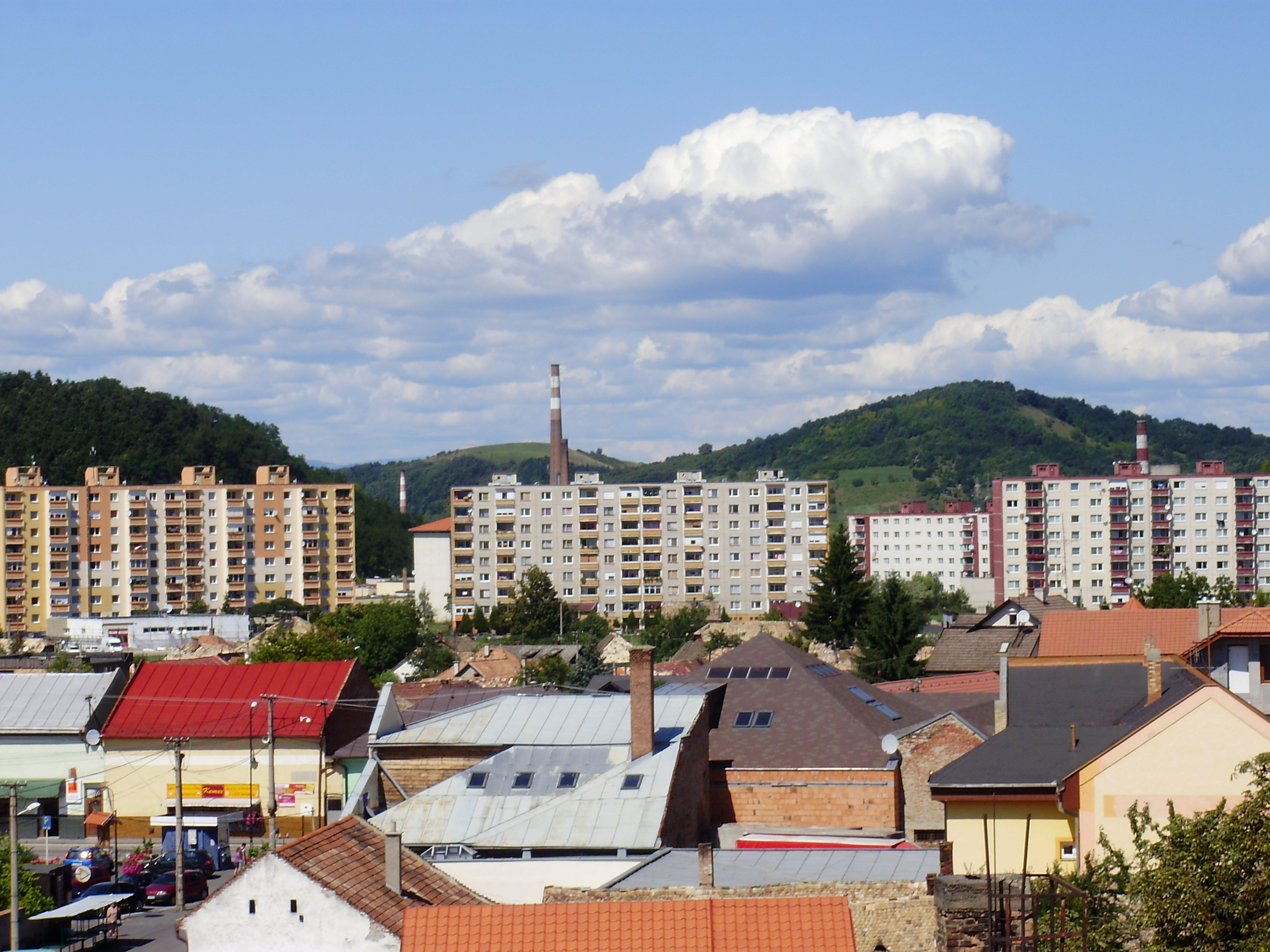
Centrum a sídliště Farská lúka
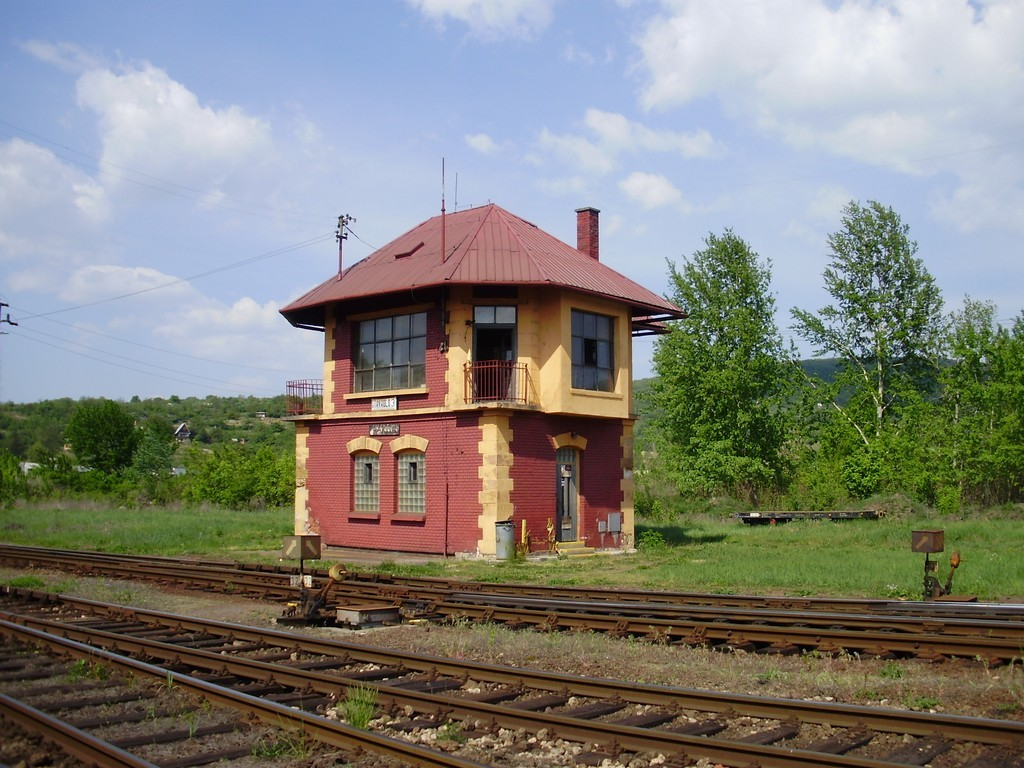
Staré stavědlo na železniční stanici
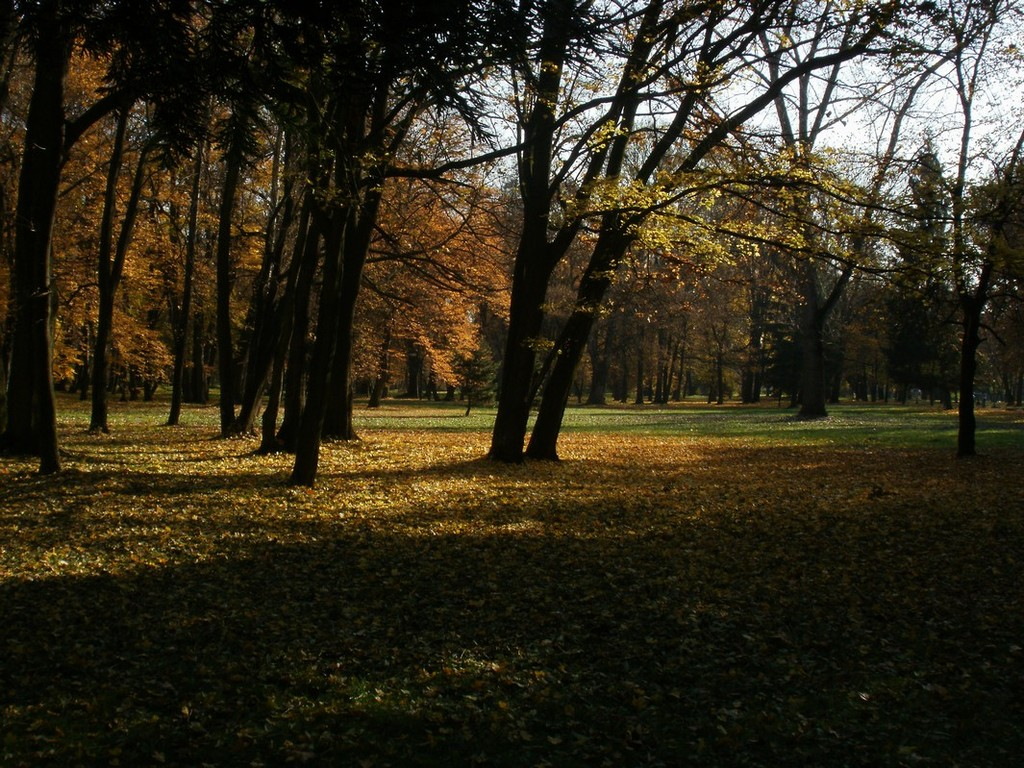
Městský park